# Пашинкин, Андрей Сергеевич
Андрей Сергеевич Пашинкин — российский учёный в области физико-химических основ материаловедения для микроэлектроники, доктор химических наук, профессор, лауреат Государственной премии СССР.

## Биография
Родился 16 апреля 1930 г. в Москве.
Окончил химический факультет МГУ им. М. В. Ломоносова с отличием по специальности «Неорганическая химия» (1953).
Работал там же в проблемной лаборатории физики и химии полупроводников и одновременно преподавал на кафедре неорганической химии химфака МГУ. С 1956 г. заведующий новой кафедральной лабораторией химии полупроводников, специализировался по халькогенидам — соединениям серы, селена и теллура. В 1960 г. защитил кандидатскую диссертацию.
В 1964—1973 гг. работал в НИИ материаловедения (Зеленоград): старший научный сотрудник, начальник лаборатории металлоорганических соединений. Впервые в СССР определил возможные направления применения металлоорганических соединений галлия, индия и алюминия в микроэлектронике. В 1972 г. защитил докторскую диссертацию, в 1975 г. присвоено учёное звание профессора. По совместительству продолжал преподавать в МГУ на кафедре неорганической химии.
В 1973 г. перешел в МИЭТ на должность профессора кафедры физической химии (позже называлась «Материаловедение и физическая химия»), читал курсы «Физическая химия», «Термодинамика гетерогенных равновесий», «Физико-химические методы исследования полупроводников и диэлектриков», «Р-Т-x-диаграммы и их применения в технологии материалов электронной техники», и углубленный курс физической химии для аспирантов. Работал в МИЭТ до 2005 г.
Лауреат Государственной премии СССР за 1981 г. — за цикл исследований по химической термодинамике полупроводников (в составе группы учёных из МГУ, Института неорганической химии Сибирского отделения АН СССР, Института общей и неорганической химии АН СССР им. Н. С. Курнакова, Физико-технического института АН СССР им. А. Ф. Иоффе, Воронежского государственного университета им. Ленинского комсомола).
Лауреат премии им. Н. С. Курнакова АН СССР (1985).
Автор более 350 научных работ, в том числе 7 монографий: «Давление пара летучих халькогенидов металлов», 1978; «Магнитные сульфиды железа», 1981; «Применение диаграмм парциальных давлений в металлургии», 1984; «Фазовые равновесия и термодинамические свойства арсенитов щелочных металлов», 1985; «Физико-химические основы сульфидирования мышьякосодержащих соединений», 1986; «Экспериментальные методы химической термодинамики», 2003; соавтор коллективной монографии под общ. ред. профессора В. М. Глазова «Термодинамика и материаловедение полупроводников», 1992.
Подготовил более 20 кандидатов химических и технических наук.
Умер 3 апреля 2015 г.